# Montgomery, Illinois
Montgomery är en ort (village) i Kane County, och  Kendall County, i delstaten Illinois, USA. Enligt United States Census Bureau har orten en folkmängd på 18 688 invånare (2011) och en landarea på 24,2 km².